# Азиз Озер, Билал
Билал Азиз Озёр (тур. Bilal Aziz Özer; 1 июля 1985, Бейрут) — ливанский футболист турецкого происхождения, полузащитник.

## Клубная карьера
Билал Азиз Озёр — воспитанник немецких футбольных клубов «Ферден» и «Шальке 04», в 2002 году он стал чемпионом Германии среди юношей до 17 лет. Карьеру футболиста он начал в 2004 году, выступая за резервную команду «Шальке 04», выступавшую в Оберлиге «Вестфалия» (пятый уровень в системе немецких футбольных лиг). В 2006 году Билал Азиз перешёл в «Оснабрюк», который по итогам сезона 2006/07 завоевал место во Второй Бундеслиге. Ливанский футболист провёл в Региональной лиге 26 матчей и забил 2 мяча. Дебют Билала Азиза во Второй Бундеслиге состоялся 2 сентября 2007 года в рамках 4-го тура, в гостевом матче против мёнхенгладбахской «Боруссии».
Летом 2008 года Билал Азиз стал игроком клуба турецкой Суперлиги «Кайсериспор». Впервые в рамках Суперлиги он вышел на поле 31 августа 2008 года, выйдя на замену в концовке домашнего матча против «Галатасарая». В чемпионате 2008/09 Билал Азиз регулярно появлялся в составе «Кайсериспора», но забитыми мячами не сумел отметиться. Проведя сезон 2011/12 в «Анадолу Сельчукспор», команде турецкой Второй лиги, Билал Азиз перешёл в «Коньяспор», в то время игравший в Первой лиге. В зимний перерыв сезона 2012/13 Билал Азиз перебрался в другой клуб Первой лиги «Кайсери Эрджиесспор».
В начале июля 2013 года Билал Азиз стал игроком клуба «Османлыспор», вернувшегося по итогам Первой лиги 2014/15 в Суперлигу. В сезоне 2015/16 его вытеснили из основного состава португалец Тьягу Пинту и турок Мухаммед Байыр.